# Шакир, Парвин
Парвин Шакир (англ. Parveen Shakir) (24 ноября 1952, Карачи, Пакистан — 26 декабря 1994, Исламабад, Пакистан) — поэтесса, учительница, государственный гражданский служащий, одна из крупнейших пакистанских поэтесс.

## Биография
Парвин Шакир родилась 24 ноября 1952 года в Карачи. Она работала учителем в течение девяти лет, затем стала государственным служащим (работала в отделе таможни).
Шакир была образованной женщиной, у неё было две степени бакалавра (одна в английской литературе и вторая в лингвистике). Позже получила степень магистра по тем же предметам в Университете Карачи. Затем стала доктором философии. В 1991 году Парвин получила степень магистра государственного управления в Гарвардском университете, США.
Шакир была замужем за врачом — Насиром Али. У них родился сын Саид Мурад Али, но брак продлился недолго и они развелись.
26 декабря 1994 года Парвин направлялась на работу в Исламабад, по дороге произошло дорожно-транспортное происшествие (в её автомобиль врезался грузовик). В результате столкновения она погибла. Её смерть стала большой потерей для мировой поэзии на языке урду.

## Творчество
Ниже приведен список изданных книг Парвин Шакир.

### Поэзия
- Khushbu (1976)
- Sad-barg (1980)
- Khud-kalaami (1990)
- Inkaar (1990)
- Maah-e-Tamaam (1994)
- Kaf-e-Aa’ina

### Проза
- Gosha-e-Chashm